# Ostwestfalen-Lippe-Bus

Logo seit dem 1. November 2008 bis ca. 2017, Zusatz Bahn mittlerweile entfallen

DB Ostwestfalen-Lippe-Bus ist eine Markenbezeichnung der Busverkehr Ostwestfalen GmbH (BVO) mit Sitz in  Bielefeld. Das Unternehmen trat seit 1. November 2008 unter dem Namen DB Bahn Ostwestfalen-Lippe-Bus auf. Nach der Auflösung der DB Mobility Logistics 2016 und der damit verbundenen Aufgabe der Marke DB Bahn entfiel der Zusatz "Bahn". Alle Konkurrenzunternehmen und Verbünde in der Region verwenden diese Bezeichnung anstelle der jeweiligen Firmennamen in ihren Fahrplan- und Tarifinformationen.